# Ancylocoelus
Ancylocoelus (Ameghino, 1895) è un genere estinto di mammiferi notoungulati, appartenente ai tossodonti. Visse nell'Oligocene superiore (da circa 29 a 23 milioni di anni fa) e i suoi resti fossili sono stati ritrovati in Sudamerica (Argentina).

## Descrizione
Questo animale è noto solo per resti cranici, ma una comparazione con i fossili di altri animali simili più noti (ad esempio Leontinia) indica che Ancylocoelus era un animale dalle forme pesanti, vagamente simile a un odierno rinoceronte ma privo di corna, più piccolo e snello. Il cranio era corto e alto, e fornito di una dentatura brachidonte (con premolari e molari a corona bassa). Doveva essere lungo circa un metro e settanta e alto circa 70 centimetri al garrese. Rispetto ad altre forme più primitive, Ancylocoelus era privo di canini (sia inferiori che superiori) e del primo premolare inferiore.

## Classificazione
Ancylocoelus venne descritto per la prima volta nel 1894 da Florentino Ameghino, sulla base di resti fossili provenienti dall'Argentina. La specie tipo è Ancylocoelus frequens, ma pochi anni dopo lo stesso Ameghino descrisse due nuove specie, A. lentus e A. minor. 
Ancylocoelus è un rappresentante dei leontiniidi, un gruppo di notoungulati dalle forme pesanti tipici dell'Oligocene del Sudamerica. Tra i suoi stretti parenti, da ricordare il ben noto Scarrittia e Leontinia, il genere eponimo della famiglia.